# Porphyrinia ragusana
Porphyrinia ragusana là một loài bướm đêm trong họ Noctuidae.